# Mangalam
Mangalam es una ciudad censal situada en el distrito de Chittoor en el estado de Andhra Pradesh (India). Su población es de 19318 habitantes (2011). Se encuentra a 69 km de Chittoor y a 119 km de Chennai. 

## Demografía
Según el censo de 2011 la población de Mangalam era de 19318 habitantes, de los cuales 9573 eran hombres y 9745 eran mujeres. Mangalam tiene una tasa media de alfabetización del 73,72%, superior a la media estatal del 67,02%: la alfabetización masculina es del 82,01%, y la alfabetización femenina del 65,62%.